# ギルバート・グレイプ (舞台)
『ギルバート・グレイプ』（原題：What's Eating Gilbert Grape）は、ピーター・ヘッジズの小説『What's Eating Gilbert Grape』を原作に、演出家・G2が脚本・演出を手掛けた日本の舞台作品。主演は関ジャニ∞の丸山隆平。

## 概要
本作は、ピーター・ヘッジズの小説『What's Eating Gilbert Grape』を原作にした作品であり、1993年には、アメリカで本作と同名の『ギルバート・グレイプ』として映画化されている。
知的障害を持つ弟や過食症の母など、家族の面倒を見ながら、アメリカの小さな田舎町で日々を暮らす青年の心の葛藤を描く作品となっている。
主演の丸山隆平は、本作で舞台作品に初出演かつ初主演となる。

## 公演情報
- 東京公演
  - 2011年1月16日 - 2月6日：東京グローブ座
- 大阪公演
  - 2011年2月18日 - 2月23日：森ノ宮ピロティホール

## キャスト
- ギルバート：丸山隆平（関ジャニ∞）
- アーニー：中尾明慶
- ベッキー：黒川智花
- ベティ：伊藤裕子
- ラムソン：三上市朗
- タッカー：菅原永二
- ランス：浜田信也
- エレン：入来茉里
- エイミー：吉本菜穂子
- カーヴァー：加納幸和
- ママ/ラムソン夫人：寿ひずる

## スタッフ
- 原作：ピーター・ヘッジズ『What's Eating Gilbert Grape』
- 脚本・演出：G2
- 主催：東京グローブ座
- 企画・制作：Quaras